# امپراتور سی‌نی
امپراتور سی‌نی (به ژاپنی: 清寧天皇، Seinei-tennō)؛ زاده ۱ ژانویه ۰۴۴۴ درگذشته ۱ ژانویه ۰۴۸۴) بیست و دومین امپراتور ژاپن بود.